# Aphelopus
Aphelopus is een geslacht van vliesvleugelige insecten van de familie Tangwespen (Dryinidae).

## Soorten
- A. atratus (Dalman, 1823)
- A. camus Richards, 1939
- A. melaleucus (Dalman, 1818)
- A. nigriceps Kieffer, 1905
- A. orphanidesi Olmi, 1994
- A. querceus Olmi, 1984
- A. serratus Richards, 1939